# دييغو ألبرتو موراليس
دييغو ألبرتو موراليس (بالإسبانية: Diego Alberto Morales)‏ (29 نوفمبر 1986 في الأرجنتين - ) هو لاعب كرة قدم أرجنتيني في مركز الهجوم. شارك مع منتخب الأرجنتين لكرة القدم. أما مع النوادي، فقد لعب مع النادي الأهلي وتشاكاريتا جيونيورز وتيغري وليغا دي كيتو ونادي ناوتيكو.

## وصلات خارجية
- دييغو ألبرتو موراليس على موقع قاعدة بيانات كرة القدم.إي يو (الإنجليزية)
- دييغو ألبرتو موراليس على موقع ناشيونال فوتبول تيمز (الإنجليزية)
- دييغو ألبرتو موراليس على موقع Soccerway.com (الإنجليزية)